# Pieter van der Aa

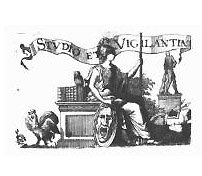
Studio et Vigilantia
Motto van de drukker uit 1695

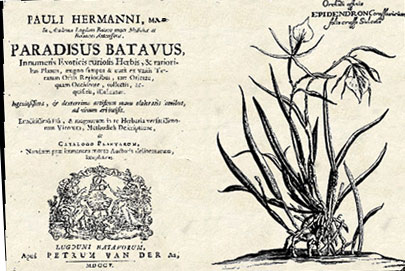
Paradisus Batavus door Paul Hermann

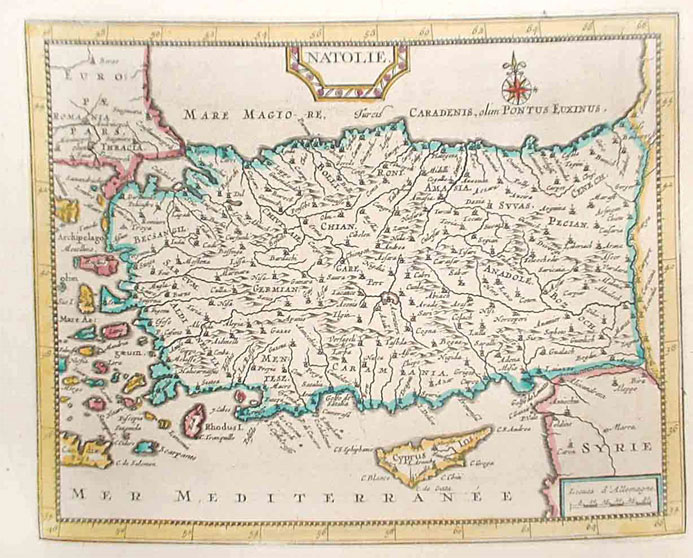
Kaart van Klein-Azië (met Cyprus) door Van der Aa heruitgegeven in zijn Atlas soulagé uit ca. 1714, de kaart dateert oorspronkelijk uit 1648 en was uitgegeven door Johannes Janssonius

Kaart van Japan (1728), uitgegeven door Van der Aa.

Pieter van der Aa (Leiden, 1659 - aldaar, augustus 1733) was een Nederlandse cartograaf en drukker die bekend werd door de vervaardiging van kaarten en atlassen. Sommige van zijn meest populaire kaarten zijn van het Afrikaanse continent, waarbij hij landen als Marokko en Madagaskar gedetailleerd weergaf.
De spreuk ‘jong geleerd is oud gedaan’ gaat zeker op voor deze drukker en uitgever. Op elfjarige leeftijd werd hij als leerling opgenomen in het Leidse boekverkopersgilde. Tien jaar later, 21 jaar oud, had hij een eigen uitgeverij, boekhandel en veilinghuis waaruit mag blijken dat het deze drukker en uitgever zakelijk voor de wind ging. Tussen 1682 en 1733 produceerde hij een enorme hoeveelheid drukwerk waarvan de kwantiteit meestal prevaleerde boven de kwaliteit. Atlassen, reisbeschrijvingen en stedeboeken verschenen in grote oplagen.
Hij maakte bij zijn uitgaven veelvuldig gebruik van de mogelijkheid van publieke intekening. Of het publiek daarmee altijd wel zo voordelig uit was als hij voorspiegelde, kan in twijfel worden getrokken. Soms werden zijn uitgaven door collega-boekverkopers beneden de intekenprijs verkocht. In 1727 publiceerde Gijsbert Tijssens in Amsterdam een satirisch blijspel 'De belaghelijke intekenaars, of de nieuwe inventie der boekverkopers' (KB 848 F39), waarin een intekencampagne voor een door Van der Aa uitgegeven verzameling van reisboeken wordt gehekeld.
Een mooi voorbeeld van zijn werk is te vinden in de bibliotheek van de Universiteit van Amsterdam: Les XVII provinces du Païs-Bas, een wandkaart in 9 bladen, tezamen 132 x 168 cm uit 1720
Het geslacht Aa is een orchidee die naar de cartograaf en drukker Pieter van der Aa is vernoemd door de Duitse botanicus Heinrich Gustav Reichenbach. Het verhaal hiervan wil dat dit gebeurde omdat hij in 1698 het boek Paradisus Batavus van de Duits-Nederlandse botanicus Paul Hermann (na diens overlijden in 1695) drukte. In dit boek werd voor het eerst de kweekmethode van een orchidee (Brassavola nodosa) uitgelegd. Deze toeschrijving staat echter ter discussie. Reichenbach kan evengoed dit geslacht Aa benoemd hebben opdat het steeds bovenaan alfabetische lijsten zou terechtkomen.

## Gepubliceerde atlassen
- Nouvel Atlas
- Galerie Agréable du Monde (1728),[1] 66 delen in 20 tot 30 banden met bijna 4000 kaarten en prenten op ruim 2500 bladen. Van der Aa heeft er, naar eigen zeggen, slechts 100 exemplaren van gedrukt. exemplaren o.a. in de Koninklijke Bibliotheek te Den Haag, en in de Biblioteca Marciana in Venetië[2]
- Schipvaart door de straat en Zuyd Zee gedaan om de gantsen aardkloot, Leiden, 1706-08 (16 x 23,2 cm)
- Zeetogten door Thomas Candys na de West Indiën, en van daar rondom den gantzen aardkloot gedaan.
- Deel van Amerika. Door C.Kolumbus in zyn, Leiden, 1706-08 (16 x 23,6 cm)
- Amerika of de Nieuwe Weereld Aller eerst Door C. Kolumbus, Leiden, 1705
- New Engeland in twee Scheeptogten door John Smith, Leiden, 1705
- De voor Eylanden van America. Florida, New Mexico, Leiden, 1705
- 'T Vaste Land van Darien ten Zuiden Cuba en Hispaniola Gelege, Leiden, 1705
- Cuba en Jamaica, soo als die door Kolombus.., Leiden, 1705
- Reys togt door Thomas Coryat van Jerusalem, Leiden, 1705
- De zee en land-reysen vandenridder Hendrik Blunt, Leiden, 1705
- Melite Insula vulgo Malta, Leiden, 1712
- Valetta Civitas Nova Maltae olim Millitae, Leiden, 1712
- The Platen in the Leyden University Catalogus Librorum of 1716, Quaerendo 22 (1992) 271-284

## Ander werk
- Van der Aa, Pieter, De gronden, afbeeldingen en beschryvingen der aldervoornaamste en aldernieuwste gebouwen uyt alle die door Philippus Vingboons etc, 1715

- Bibsys: 10019673
- Biblioteca Nacional de Chile: 000390894
- Biblioteca Nacional de España: XX1171005
- Bibliothèque nationale de France: cb12512844t (data)
- Biografisch Portaal: 70449798
- Catàleg d'autoritats de noms i títols de Catalunya: 981058518491206706
- Digitale Bibliotheek voor de Nederlandse Letteren: aa__045
- Stuttgart Database of Scientific Illustrators 1450–1950: 12391
- Gemeinsame Normdatei: 116000058
- International Standard Name Identifier: 0000 0001 1036 2353
- KulturNav: b33036e4-40f1-47a6-9924-f2e60cda867c
- Library of Congress Control Number: n83120429
- Nationale Bibliotheek van Letland: 000323441
- MusicBrainz: 0cd9d60c-a1ba-45cc-b2a9-ac4bdfd8896f
- Nationale Bibliotheek van Tsjechië: mzk2009510036
- Nationale bibliotheek van Australië: 35290969
- Nationale Bibliotheek van Israël: 987007257332705171
- Nationale Bibliotheek van Polen: a0000002179979
- Nationale Bibliotheek van Roemenië: 000233235
- Nationale en Universitaire bibliotheek Zagreb: 000405498
- Nederlandse Thesaurus van Auteursnamen: 069885958
- Réseau des bibliothèques de Suisse occidentale: 02-A012321240
- RKD-Nederlands Instituut voor Kunstgeschiedenis: 347966
- Istituto Centrale per il Catalogo Unico: SBNV079530
- LIBRIS: 337269
- SNAC: w6rk4jxr
- Système universitaire de documentation: 034365494
- Semantic Scholar: 70528437
- Trove: 899753
- Union List of Artist Names: 500204783
- Virtual International Authority File: 5038200
- WorldCat: E39PBJjT49TCkwYpqprBj6Trbd